# زبان کیریباسی
زبان کیریباسی یا گیلبرتی (به کیریباسی: Taetae ni Kiribati)، یکی از زبان‌های میکرونزیایی و از خانوادهٔ زبان‌های آسترونزیایی است. در زبان کیریباسی ti به صورت «س» تلفظ می‌شود و به این خاطر تلفظ درست نام این کشور کیریباس و زبان آن کیریباسی است.

## نام
واژهٔ کیریباس صورتِ نوینی از واژهٔ گیلبرتس (به انگلیسی: Gilberts) است. نام گیلبرتس برآمده از نام توماس گیلبرت است که به همراه جان مارشال از نخستین اروپایی‌هایی بودند که در سال ۱۷۸۸ میلادی به جزیره‌های گیلبرت رسیدند.

## گویشوران
بیش از ۹۹٪ مردمی که در کیریباتی (کیریباس) زندگی می‌کنند، از نظر قومی کیریباتی‌تبار بوده و به زبان کیریباسی صحبت می‌کنند. همچنین بیشترِ باشندگانِ نوئی (تووالو)، جزیره رابی (فیجی)، میلی (جزیره‌های مارشال) و برخی جزیره‌های دیگر (همانند جزیره‌های سلیمان، به ویژه استان چویسئول و وانواتو) که کیریباسی‌تباران به آنجاها جابجا شده یا (همانند نیوزیلند و هاوایی) به آنجاها کوچیده‌اند، به این زبان سخن می‌گویند.
برخلاف بسیاری از زبان‌های ناحیهٔ اقیانوس آرام، زبان کیریباسی در معرض خطر انقراض نیست و بیشتر گویشورانش در گفتگوهای روزانهٔ خود از آن استفاده می‌کنند. ۹۷٪ باشندگانِ کیریباتی توانایی خواندن زبان کیریباسی و ۸۰٪ آنها تواناییِ خواندن انگلیسی را دارند.

### فهرست کشورها بر پایهٔ گویشوران زبان کیریباتیایی
1. کیریباتی (کیریباس)، ۱۰۳٬۰۰۰ (سرشماری سال ۲۰۱۰ میلادی)[۱]
2. فیجی، ۵٬۳۰۰ (گزارش ۱۹۸۸ میلادی)[۱]
3. جزیره‌های سلیمان، ۴٬۸۷۰ (گزارش ۱۹۹۹ میلادی)[۱]
4. تووالو، ۸۷۰ (گزارش ۱۹۸۷ میلادی)[۱]

## زبان‌شناسی
زبانِ کیریباتیایی دو گویشِ اصلی دارد: گویشِ شمالی و جنوبی. تفاوت‌های اصلیِ این دو گویش در تلفظِ برخی واژه‌ها است. جزیره‌های بوتاری تاری و ماکین نیز گویش‌های ویژهٔ خودشان را دارند. این گویش‌ها از نظرِ تلفظ و واژگان با زبان استانداردِ کیریباتیایی تفاوت دارند.

### فهرست گویش‌ها
فهرست گویش‌های زبان کیریباسی و پراکنشِ سرزمینی‌شان به ترتیب زیر است:
- بانابان (بانابا و فیجی)
- کیریباتی شمالی (ماکین، بوتاری تاری، ماراکی، آبایانگ، تاراوا، مایانا، کوریا، آبماما، و آرانوکا)
  - بوتاری‌تاری/ماکین (بوتاری تاری و ماکین)
- نویان (تووالو)
- رابی (فیجی)
- کیریباسی جنوبی (تابیتیویا، اونوتوآ، نونوتی، برو، نیکوناو، تامانا، و آرورا)

## آواشناسی
زبانِ کیریباسی دارای ۱۰ همخوان و ۱۰ واکه (۵ کوتاه و ۵ بلند) است.
|         | دولبی       | دولبی | نوک‌زبانی | نرم‌کامی |
| ساده    | نرم‌کامی شده |       | نوک‌زبانی | نرم‌کامی |
| ------- | ----------- | ----- | -------- | ------- |
| خیشومی  | m           | mˠ    | n        | ŋ       |
| انسدادی | p           | pˠ    | t۱       | k       |
| سایشی   |             | βˠ۲   |          |         |
| زنشی    |             | βˠ۲   | ɾ۲       |         |

1. /t/ پیش از /i/ به [s] نرم‌شده و صفیری‌شده می‌شود
2. همخوانِ لبی‌نرمکامی زنشیِ /βˠ/، بسته به بافتارِ کاربردی‌اش، ممکن است زنشی یا ناسوده باشد.[۶]
3. /ɾ/ در پایانِ هجا پدیدار نمی‌شود[۷]

|       | پیشین | پسین |
| ----- | ----- | ---- |
| بسته۱ | i     | u    |
| میانی | e     | o    |
| باز   |       | a    |

1. اگر /i/ و /u/ کوتاه پیش از واکه‌های صدادارتر بیایند، ممکن است به نیم‌واکه تبدیل شوند. برای نمونه: /ie/ → [je] ('sail').[۸]

## کیریباسی نوشتاری
زبان کیریباسی که پیش از دههٔ ۱۸۴۰ میلادی زبانی نانوشته و شفاهی بود، از آن زمان تا امروز با الفبای لاتین نوشته می‌شود. در آن سالها یک میسیونر مسیحی به نام هیرام بینگهام برای نخستین بار کتاب مقدس را به این زبان ترجمه کرد و همو بود که زبان کیریباسی را با الفبای لاتین نوشت. در الفبای کیریباسی حرفِ s وجود ندارد و به جایش از ti برای نوشتنِ صدای س استفاده می‌شود.
یکی از دشواری‌های بینگهام در ترجمهٔ انجیل به کیریباسی، ارجاع به واژه‌هایی همچون «کوه» بود. چرا که مردمِ کیریباسی در آن زمان پدیده‌ای جغرافیایی به نامِ کوه را نمی‌شناختند (و تنها در اسطوره‌های مردمانِ ساموآ درباره‌اش چیزهایی شنیده بودند). بینگهام تصمیم گرفت از واژهٔ «تپه» که ساده‌تر فهمیده می‌شد استفاده کند. چنین سازگاری‌هایی در همهٔ زبانها باید انجام شود، چرا که چیزهای «نوین» به واژه‌های نوساخته نیاز دارند. برای نمونه، واژهٔ هواپیما در کیریباسی te wanikiba به معنای «کانویی که پرواز می‌کند» است.
| حرف | A   | B   | E   | I   | K   | M   | N   | NG  | O   | R   | T   | U   | W    |
| --- | --- | --- | --- | --- | --- | --- | --- | --- | --- | --- | --- | --- | ---- |
| IPA | /ä/ | /p/ | /e/ | /i/ | /k/ | /m/ | /n/ | /ŋ/ | /o/ | /ɾ/ | /t/ | /u/ | /βˠ/ |

## برخی عبارت‌های کاربردی
- سلام – Mauri
- سلام – [مفرد] Ko na mauri
- سلام – [جمع] Kam na mauri
- حالت چطور است؟ – ?Ko uara
- حالتان چطور است؟ – [به چند نفر] ?Kam uara
- سپاسگزارم – Ko rabwa
- سپاسگزارم – [به چند نفر] Kam rabwa
- خدانگهدار – Ti a boo (می‌بینمت)